# Französische Rugby-Union-Meisterschaft 1947/48
Die Saison 1947/48 war die 49. Austragung der französischen Rugby-Union-Meisterschaft (französisch Championnat de France de rugby à XV). Sie umfasste 40 Mannschaften in der ersten Division (heutige Top 14).
Die Meisterschaft begann mit der Vorqualifikation, in der Mannschaften der zweiten Division aufeinander trafen und acht Startplätze für die erste Gruppenphase unter sich ausmachten. Parallel dazu lief die erste Gruppenphase mit den 32 besten Mannschaften der vorherigen Saison; hier ging es lediglich um eine bessere Ausgangslage in der zweiten Gruppenphase. In dieser trafen in acht Gruppen je fünf Mannschaften aufeinander. Jeweils die Erst- und Zweitplatzierten qualifizierten sich für die Finalphase. Es folgten Achtel-, Viertel- und Halbfinale. Im Endspiel, das am 18. April 1948 im Stade des Ponts-Jumeaux in Toulouse stattfand, trafen die zwei Halbfinalsieger aufeinander und spielten um den Bouclier de Brennus. Dabei setzte sich der FC Lourdes gegen den RC Toulon durch und errang erstmals den Meistertitel.

## Vorqualifikation
Detailergebnisse nicht bekannt.

## Platzierungsrunde
|    | Team               | Siege | Unent. | Ndlg. | Spiel- punkte | Diff. | Tabellen- punkte |
| -- | ------------------ | ----- | ------ | ----- | ------------- | ----- | ---------------- |
| 1. | Stade Toulousain   | 5     | 0      | 1     | 81:32         | + 49  | 16               |
| 2. | CA Bègles          | 4     | 0      | 2     | 60:71         | − 11  | 14               |
| 3. | Stadoceste Tarbais | 3     | 0      | 3     | 45:40         | + 5   | 12               |
| 4. | US Cognac          | 0     | 0      | 6     | 15:58         | − 43  | 6                |

|    | Team            | Siege | Unent. | Ndlg. | Spiel- punkte | Diff. | Tabellen- punkte |
| -- | --------------- | ----- | ------ | ----- | ------------- | ----- | ---------------- |
| 1. | Stade Bordelais | 4     | 0      | 2     | 35:38         | − 3   | 14               |
| 2. | SU Agen         | 3     | 0      | 3     | 55:23         | + 32  | 12               |
| 3. | RC Toulon       | 3     | 0      | 3     | 38:49         | − 11  | 12               |
| 4. | Stade Montois   | 2     | 0      | 4     | 32:50         | − 18  | 10               |

|    | Team               | Siege | Unent. | Ndlg. | Spiel- punkte | Diff. | Tabellen- punkte |
| -- | ------------------ | ----- | ------ | ----- | ------------- | ----- | ---------------- |
| 1. | AS Montferrand     | 6     | 0      | 0     | 95:32         | + 63  | 18               |
| 2. | Biarritz Olympique | 3     | 1      | 2     | 44:38         | + 6   | 13               |
| 3. | Aviron Bayonnais   | 2     | 0      | 4     | 40:68         | − 28  | 10               |
| 4. | SC Angoulême       | 0     | 1      | 5     | 18:59         | − 41  | 7                |

|    | Team                  | Siege | Unent. | Ndlg. | Spiel- punkte | Diff. | Tabellen- punkte |
| -- | --------------------- | ----- | ------ | ----- | ------------- | ----- | ---------------- |
| 1. | USA Perpignan         | 3     | 2      | 1     | 47:24         | + 23  | 14               |
| 2. | Stade Aurillacois     | 3     | 1      | 2     | 36:19         | + 17  | 13               |
| 3. | Lyon OU               | 2     | 1      | 3     | 25:42         | − 17  | 11               |
| 4. | Paris Université Club | 1     | 2      | 3     | 16:39         | − 23  | 10               |

|    | Team      | Siege | Unent. | Ndlg. | Spiel- punkte | Diff. | Tabellen- punkte |
| -- | --------- | ----- | ------ | ----- | ------------- | ----- | ---------------- |
| 1. | US Romans | 5     | 0      | 1     | 77:29         | + 48  | 16               |
| 2. | SC Tulle  | 2     | 1      | 3     | 29:34         | − 5   | 11               |
| 3. | RC Vichy  | 2     | 1      | 3     | 20:50         | − 30  | 11               |
| 4. | CA Brive  | 1     | 2      | 3     | 43:56         | − 13  | 10               |

|    | Team                  | Siege | Unent. | Ndlg. | Spiel- punkte | Diff. | Tabellen- punkte |
| -- | --------------------- | ----- | ------ | ----- | ------------- | ----- | ---------------- |
| 1. | FC Lourdes            | 5     | 1      | 0     | 75:25         | + 50  | 17               |
| 2. | CS Vienne             | 3     | 1      | 2     | 46:32         | + 14  | 13               |
| 3. | Racing Club de France | 2     | 0      | 4     | 45:69         | − 24  | 10               |
| 4. | UMS Montélimar        | 1     | 0      | 5     | 22:62         | − 40  | 8                |

|    | Team             | Siege | Unent. | Ndlg. | Spiel- punkte | Diff. | Tabellen- punkte |
| -- | ---------------- | ----- | ------ | ----- | ------------- | ----- | ---------------- |
| 1. | Section Paloise  | 5     | 1      | 0     | 56:21         | + 35  | 17               |
| 2. | AS Soustons      | 3     | 1      | 2     | 27:30         | − 3   | 13               |
| 3. | US Montauban     | 3     | 0      | 3     | 70:29         | + 41  | 12               |
| 4. | UA Gujan-Mestras | 0     | 0      | 6     | 17:90         | − 73  | 6                |

|    | Team                | Siege | Unent. | Ndlg. | Spiel- punkte | Diff. | Tabellen- punkte |
| -- | ------------------- | ----- | ------ | ----- | ------------- | ----- | ---------------- |
| 1. | Castres Olympique   | 5     | 0      | 1     | 90:29         | + 61  | 16               |
| 2. | US Tyrosse          | 4     | 0      | 2     | 86:32         | + 54  | 14               |
| 3. | US Dax              | 2     | 0      | 4     | 29:52         | − 23  | 10               |
| 4. | Stade Montluçonnais | 1     | 0      | 5     | 21:113        | − 92  | 8                |

## Gruppenphase
|    | Team           | Siege | Unent. | Ndlg. | Spiel- punkte | Diff. | Tabellen- punkte |
| -- | -------------- | ----- | ------ | ----- | ------------- | ----- | ---------------- |
| 1. | RC Toulon      | 4     | 0      | 0     | 25:11         | + 14  | 12               |
| 2. | AS Montferrand | 3     | 0      | 1     | 75:12         | + 63  | 10               |
| 3. | UMS Montélimar | 2     | 0      | 2     | 28:52         | − 24  | 8                |
| 4. | SC Tulle       | 1     | 0      | 3     | 11:35         | − 24  | 6                |
| 5. | USA Limoges    | 0     | 0      | 4     | 15:44         | − 29  | 4                |

|    | Team               | Siege | Unent. | Ndlg. | Spiel- punkte | Diff. | Tabellen- punkte |
| -- | ------------------ | ----- | ------ | ----- | ------------- | ----- | ---------------- |
| 1. | FC Lourdes         | 4     | 0      | 0     | 91:13         | + 78  | 12               |
| 2. | Stade Aurillacois  | 2     | 1      | 1     | 33:43         | − 10  | 9                |
| 3. | AS Béziers         | 1     | 2      | 1     | 24:22         | + 2   | 8                |
| 4. | Stadoceste Tarbais | 1     | 0      | 3     | 56:43         | + 13  | 6                |
| 5. | UA Gujan-Mestras   | 0     | 1      | 3     | 6:89          | − 83  | 5                |

|    | Team            | Siege | Unent. | Ndlg. | Spiel- punkte | Diff. | Tabellen- punkte |
| -- | --------------- | ----- | ------ | ----- | ------------- | ----- | ---------------- |
| 1. | Section Paloise | 3     | 0      | 1     | 32:15         | + 17  | 10               |
| 2. | SU Agen         | 2     | 1      | 1     | 45:12         | + 33  | 9                |
| 3. | US Cognac       | 2     | 1      | 1     | 26:15         | + 11  | 9                |
| 4. | SC Mazamet      | 2     | 0      | 2     | 18:23         | − 5   | 8                |
| 5. | Lyon OU         | 0     | 0      | 4     | 14:70         | − 56  | 4                |

|    | Team                  | Siege | Unent. | Ndlg. | Spiel- punkte | Diff. | Tabellen- punkte |
| -- | --------------------- | ----- | ------ | ----- | ------------- | ----- | ---------------- |
| 1. | US Bergerac           | 3     | 1      | 0     | 33:28         | + 5   | 11               |
| 2. | Castres Olympique     | 3     | 0      | 1     | 37:15         | + 22  | 10               |
| 3. | Racing Club de France | 1     | 1      | 2     | 23:30         | − 7   | 7                |
| 4. | SC Angoulême          | 1     | 0      | 3     | 19:20         | − 1   | 6                |
| 5. | AS Soustons           | 1     | 0      | 3     | 25:44         | − 19  | 6                |

|    | Team                | Siege | Unent. | Ndlg. | Spiel- punkte | Diff. | Tabellen- punkte |
| -- | ------------------- | ----- | ------ | ----- | ------------- | ----- | ---------------- |
| 1. | Stade Toulousain    | 4     | 0      | 0     | 47:14         | + 33  | 12               |
| 2. | Biarritz Olympique  | 3     | 0      | 1     | 20:20         | ± 0   | 10               |
| 3. | RC Narbonne         | 2     | 0      | 2     | 20:11         | + 9   | 8                |
| 4. | RC Vichy            | 1     | 0      | 3     | 12:35         | − 23  | 6                |
| 5. | Stade Montluçonnais | 0     | 0      | 4     | 0:19          | − 19  | 4                |

|    | Team                  | Siege | Unent. | Ndlg. | Spiel- punkte | Diff. | Tabellen- punkte |
| -- | --------------------- | ----- | ------ | ----- | ------------- | ----- | ---------------- |
| 1. | CS Vienne             | 3     | 0      | 1     | 51:14         | + 37  | 10               |
| 2. | US Romans             | 3     | 0      | 1     | 47:28         | + 19  | 10               |
| 3. | US Montauban          | 2     | 1      | 1     | 20:24         | − 4   | 9                |
| 4. | Paris Université Club | 1     | 1      | 2     | 25:50         | − 25  | 7                |
| 5. | AS Bort-les-Orgues    | 0     | 0      | 4     | 18:45         | − 27  | 4                |

|    | Team          | Siege | Unent. | Ndlg. | Spiel- punkte | Diff. | Tabellen- punkte |
| -- | ------------- | ----- | ------ | ----- | ------------- | ----- | ---------------- |
| 1. | Stade Montois | 3     | 0      | 1     | 41:18         | + 23  | 10               |
| 2. | CA Bègles     | 3     | 0      | 1     | 37:24         | + 13  | 10               |
| 3. | USA Perpignan | 2     | 0      | 2     | 23:20         | + 3   | 8                |
| 4. | US Dax        | 1     | 1      | 2     | 18:26         | − 8   | 7                |
| 5. | US Marmande   | 0     | 1      | 3     | 15:46         | − 31  | 5                |

|    | Team             | Siege | Unent. | Ndlg. | Spiel- punkte | Diff. | Tabellen- punkte |
| -- | ---------------- | ----- | ------ | ----- | ------------- | ----- | ---------------- |
| 1. | Aviron Bayonnais | 3     | 0      | 1     | 43:24         | + 19  | 10               |
| 2. | US Tyrosse       | 3     | 0      | 1     | 23:26         | − 3   | 10               |
| 3. | CA Brive         | 2     | 0      | 2     | 34:22         | + 12  | 8                |
| 4. | Stade Bordelais  | 2     | 0      | 2     | 27:32         | − 5   | 8                |
| 5. | CA Périgueux     | 0     | 0      | 4     | 9:32          | − 23  | 4                |

## Finalphase

### Achtelfinale
| Datum         | Begegnung                            | Ergebnis |
| ------------- | ------------------------------------ | -------- |
| 14. März 1948 | FC Lourdes – SU Agen                 | 06:3     |
| 14. März 1948 | CA Bègles – US Bergerac              | 08:5     |
| 14. März 1948 | AS Montferrand – US Tyrosse          | 06:6     |
| 14. März 1948 | Stade Toulousain – Stade Aurillacois | 03:0     |
| 14. März 1948 | RC Toulon – Biarritz Olympique       | 13:7     |
| 14. März 1948 | Aviron Bayonnais – Stade Montois     | 03:0     |
| 14. März 1948 | CS Vienne – Section Paloise          | 15:3     |
| 14. März 1948 | US Romans – Castres Olympique        | 07:5     |

Wiederholungsspiel
| Datum         | Begegnung                   | Ergebnis |
| ------------- | --------------------------- | -------- |
| 21. März 1948 | AS Montferrand – US Tyrosse | 21:6     |

### Viertelfinale
| Datum         | Begegnung                         | Ergebnis |
| ------------- | --------------------------------- | -------- |
| 4. April 1948 | FC Lourdes – CA Bègles            | 05:3     |
| 4. April 1948 | AS Montferrand – Stade Toulousain | 11:6     |
| 4. April 1948 | RC Toulon – Aviron Bayonnais      | 07:5     |
| 4. April 1948 | CS Vienne – US Romans             | 10:3     |

### Halbfinale
| Datum          | Begegnung                   | Ergebnis |
| -------------- | --------------------------- | -------- |
| 11. April 1948 | FC Lourdes – AS Montferrand | 12:0     |
| 11. April 1948 | RC Toulon – CS Vienne       | 11:6     |

### Finale
| 18. April 1948 | FC Lourdes                                                              | 11 : 3  | RC Toulon                | Stade des Ponts-Jumeaux, Toulouse Zuschauer: 29.743 Schiedsrichter: Lucien Barbe |
| 18. April 1948 | Versuche: durch Gedränge (1) Bernadet (1) Prat (1) Erhöhungen: Prat (1) | Bericht | Straftritte: Bodrero (1) | Stade des Ponts-Jumeaux, Toulouse Zuschauer: 29.743 Schiedsrichter: Lucien Barbe |

Aufstellungen
FC Lourdes: Georges Bernadet, Eugène Buzy, Fernand Carassus, Henri Claverie, Jean Estrade, Bernard Hourcade, Robert Labarthette, Antoine Labazuy, Félix Lacrampe, Jean Massare, Guy Faget, Jean Prat, Maurice Prat, Daniel Saint-Pastous, Louis Thil
RC Toulon: Joseph Alessandri, Marcel Bodrero, Léon Bordenave, Firmin Bonnus, Hubert Cutzach, Georges Frois, Marc Jaffrain, Pierre Jeanjean, Henri Laugie, Daniel Loiseau, Pierre Monier, Georges Pinardeau, Dominique Salomone, Raymond Sancey, Guy Vassal